# Худанит
Худанит сложена је детективска прича темељена на радњи у којој је главни фокус загонетка о томе ко је починио злочин. Читаоцу или гледаоцу пружају се трагови из којих се може закључити идентитет починиоца пре него што прича пружи само откриће на свом врхунцу. Истрагу обично води ексцентрични, аматерски или полупрофесионални детектив. Овај наративни развој виђен је као облик комедије у којој се ред враћа у угрожену друштвену смиреност.